# Pałac w Goworowicach

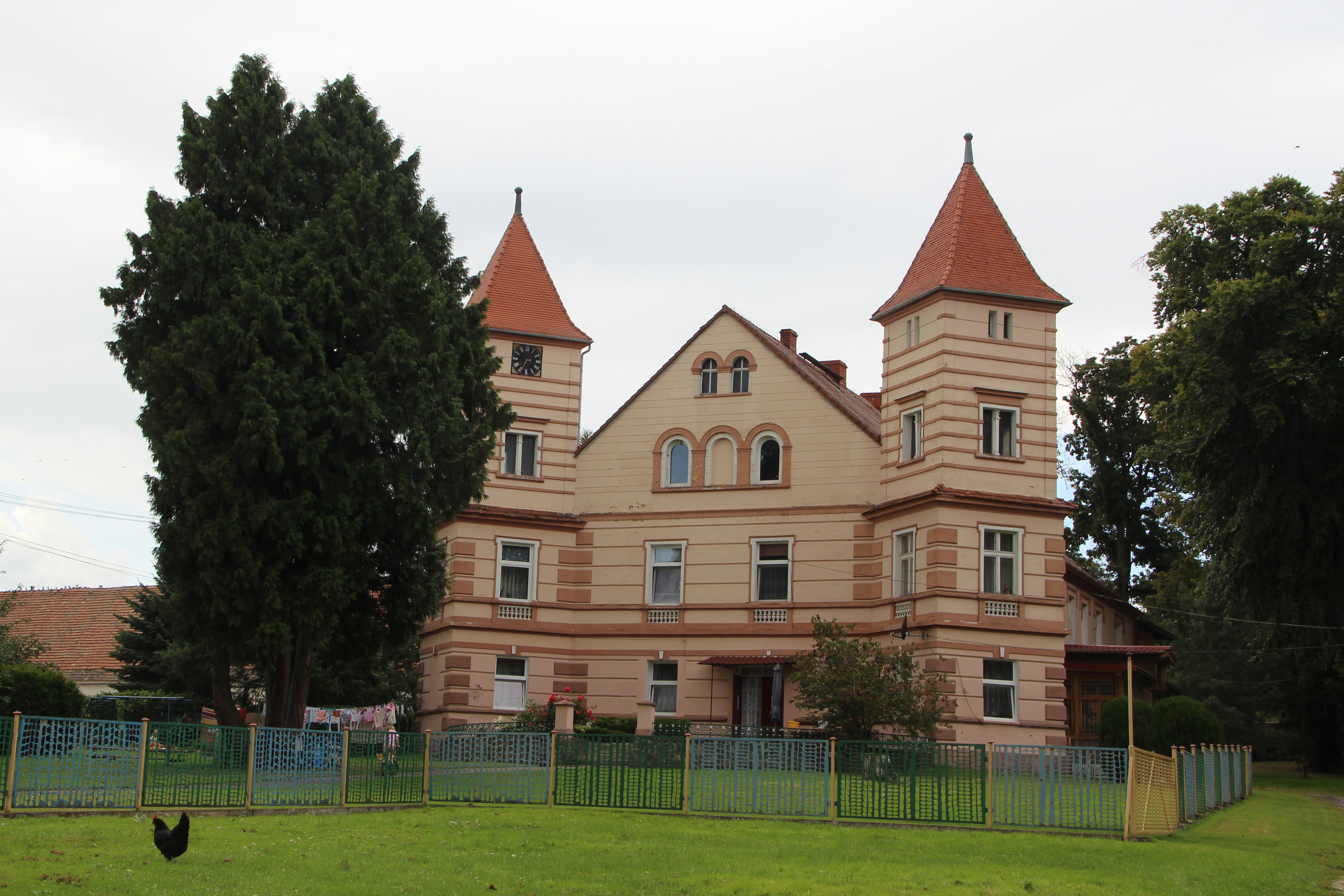

Pałac w Goworowicach – zabytkowy budynek, który znajduje się przy drodze krajowej w Goworowicach. Po drugiej wojnie światowej majątek został upaństwowiony. W folwarku urządzono państwowe gospodarstwo rolne, a w pałacu znajdowały się biura i mieszkania. Obecnie budowla jest własnością Agencji Nieruchomości Rolnych i nadal spełnia funkcję budynku mieszkalnego.